# Voetbalbond van de Britse Maagdeneilanden
De British Virgin Islands Football Association of Voetbalbond van de Britse Maagdeneilanden (BVIFA) is de voetbalbond van de Britse Maagdeneilanden. De voetbalbond werd opgericht in 1974 en is sinds 1996 lid van de CONCACAF. In 1996 werd de bond ook lid van de FIFA.
De voetbalbond is verantwoordelijk voor het Voetbalelftal van de Britse Maagdeneilanden.

## President
De huidige president (december 2018) is Andrew Bickerton.